# Sebastiano Mainardi

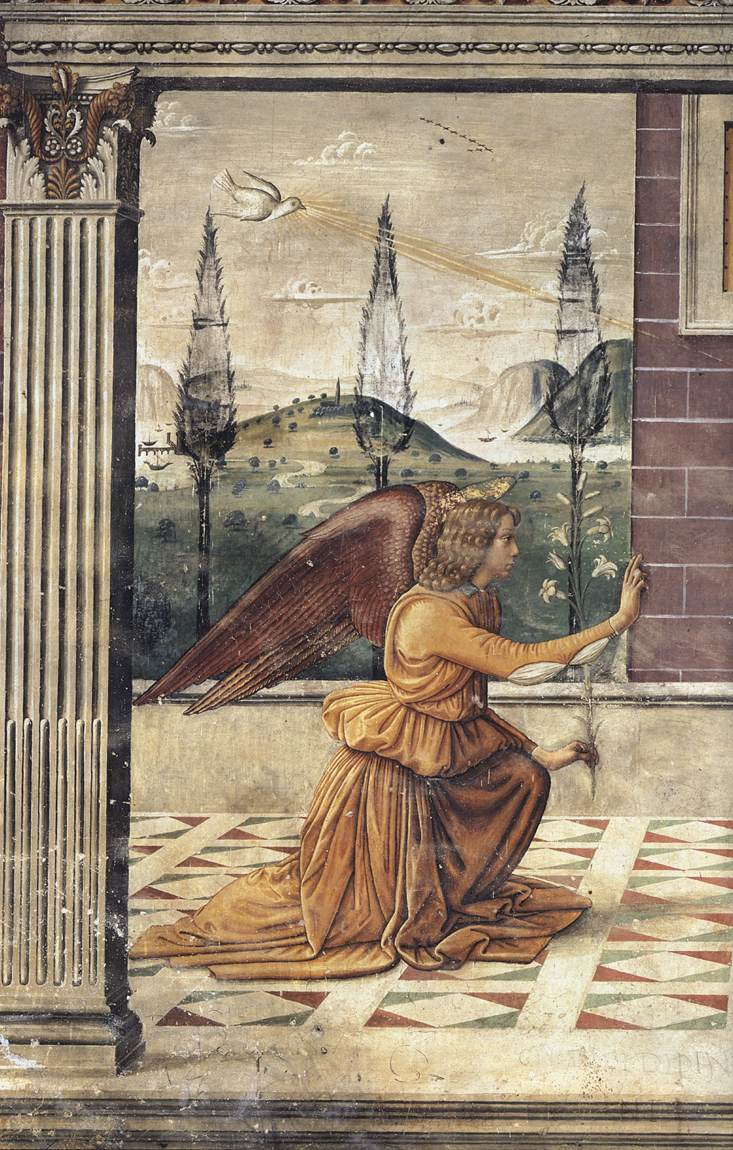
Ange de l’Annonciation (collégiale de San Gimignano, 1482)

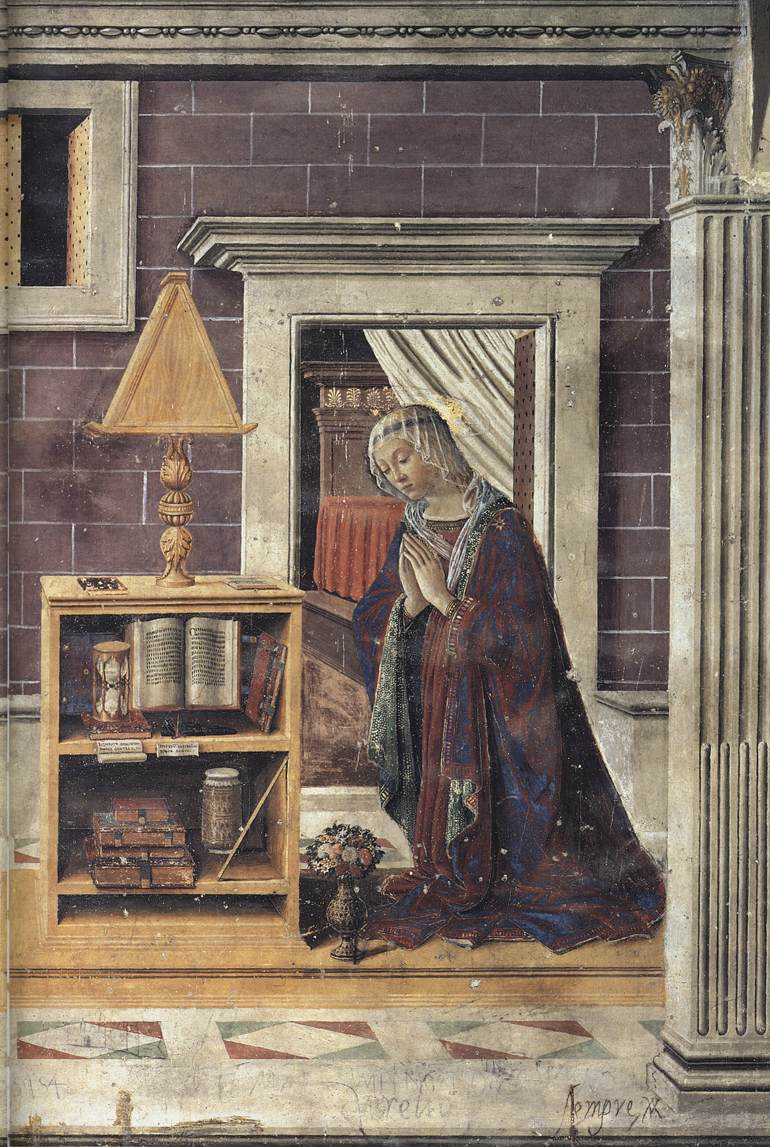
Vierge de l’Annonciation, San Gimignano

Sebastiano Mainardi, ou  Bastiano, (San Gimignano, 1460 – Florence, 1513) est un peintre italien de la haute Renaissance.

## Biographie
Fils d'un apothicaire, Sebastiano Mainardi collabora jeune à l'atelier florentin de Domenico Ghirlandaio dont il épousa la sœur.
Il travailla surtout à Florence et à San Gimignano, et son style, au-delà de celui de Ghirlandaio, est influencé par la peinture de Verrocchio.
Ses premières œuvres sont les grandes commandes passées à l'atelier de Ghirlandaio : il participa sûrement à la décoration de la Chapelle Sassetti dans la Basilique Santa Trinita (Florence), et de la Chapelle Tornabuoni même si sa main est difficilement reconnaissable entre celle des autres assistants.
En 1485, il travailla au Cénacle du couvent San Marco, où Domenico se limita à dessiner l'ensemble et confia la réalisation à ses assistants, et la plus grande partie de la peinture  à son frère Davide Ghirlandaio et à Sebastiano.
Vers 1480 il peignit à San Gimignano une fresque de l'Annonciation, dont le style provient des sujets analogues de Domenico et de David Ghirlandaio, eux-mêmes  inspirés de l'Annonciation de Léonard de Vinci des Uffizi. Toujours à San Gimignano il peignit à fresque une série de tympans dans l'Hôpital de Sainte Fine avec les Saints Bartolo, Gimignano, Pietro martyr et Niccolò.
Sa Vierge à l'Enfant, fresque dans la chapelle du Bargello de Florence, date des dernières années du siècle.
Il s'est aussi adonné aux portraits, surtout féminins.

## Œuvres
- Santi Bartolo, Gimignano, Pietro martire e Niccolò, fresques des tympans du Spedale di Santa Fina, San Gimignano
- Adoration de l'Enfant, avec deux anges, tondo de 32 cm, Collezione Vittorio Cini, Venise. Probablement exécutée d'après un carton de Ghirlandaio, son attribution reste problématique. Une version plus grande est conservée au Metropolitan Museum of Art de New York[1]
- Série de Vierge à l'Enfant (Collection Vittorio Cini de Venise, église des Saints Lorenzo et Martino de Campi Bisenzio, Pinacoteca civique de San Gimignano, au Kunsthistorisches Museum de Vienne, etc.)
- Vierge à l'Enfant, avec le saint Jean-Baptiste enfant et deux anges, Liechtenstein Museum, Vienne
- Portrait de dame, Birmingham Museum of Art, Alabama
- La Vierge à l'églantine, huile sur peuplier, 60 × 34 cm, Palais des beaux-arts de Lille. Attribuée autrefois à Ghirlandajo[2]
- La Vierge à l'Enfant entourée de saint Jean-Baptiste enfant et de trois anges, musée du Louvre, Paris

## Sources
- (it) Cet article est partiellement ou en totalité issu de l’article de Wikipédia en italien intitulé « Sebastiano Mainardi » (voir la liste des auteurs).